# واندا تتونی
واندا تتونی (ایتالیایی: Wanda Tettoni؛ ‏ ۸ مارس ۱۹۱۰ – ۷ مارس ۱۹۹۸) بازیگر و صداپیشه پیشگام اهل ایتالیا و یکی از چند هنرمند بنیان‌گذار شرکت دوبلهٔ ایتالیایی C.V.D بود.
وی در یکی از آخرین صداپیشگی‌های خود پیش از مرگش، دوبلور ایتالیایی نقش «رُز داسون» در فیلم تایتانیک بود.  وی همچنین دوبلور ایتالیایی بسیاری از شخصیت‌های کارتونی همچون «مادام بونفومی» در گربه‌های اشرافی، «آناستازیا» در سیندرلا، «کوئینی» در صد و یک سگ خالدار، «گیدی» در دامبو، «لی‌لا» در اسنوپی، بیا خونه، «بتی پوپ» در چه کسی برای راجر رابیت پاپوش دوخت؟ و «اگنس اسکینر» در سیمپسون‌ها بود.